# Encontro Nacional Iniciados de Voleibol Masculino
O Encontro Nacional Iniciados masculino é uma competição amadora de clubes de voleibol masculino de Portugal. O Campeonato é organizado pela Federação Portuguesa de Voleibol (FPV). Prova extinta.

## Encontro Nacional Iniciados masculino
| 1997–98 | Colégio de Lamego |
| 1996–97 | SC Espinho        |